# Ghenadie Tulbea
Ghenadie Tulbea (* 3. März 1979 in Talmaz, Rajon Ștefan Vodă, Moldauische SSR, Sowjetunion) ist ein moldauischer bzw. monegassischer Ringer. Er wurde 2001 und 2005 Europameister im freien Stil im Bantamgewicht.

## Werdegang
Ghenadie Tulbea begann als Jugendlicher 1992 mit dem Ringen. In Moldau startete der 1,57 Meter große Athlet, der im Bantamgewicht, der Gewichtsklasse bis 55 kg Körpergewicht antritt, für Dinamo Chișinău. Dort wurde bzw. wird er von Nikolai G. Oreol u. Boris Sava trainiert. Er ringt aber schon seit vielen Jahren in der deutschen Bundesliga, z. Zt. (2010) für den ASV Nendingen. Seit dem Jahre 2010 geht er auf der internationalen Ringermatte für Monaco an den Start. Er ringt nur im freien Stil.
Er war schon als Junior recht erfolgreich und wurde 1998 in Radovis/Mazedonien und 1999 in Riga jeweils Junioren-Vize-Europameister. Seit dem Jahre 2000 startet Ghenadie Tulbea regelmäßig bei den großen internationalen Meisterschaften. Seinen ersten ganz großen Erfolg erzielte er dabei im Jahre 2001, als er in Budapest im Bantamgewicht mit Siegen über Zoltan Dobozi, Ungarn, Geworg Markarjan, Ukraine, Armen Mkrttschjan, Armenien und Amiran Kartanow aus Griechenland Europameister wurde.
2002 gelang es ihm in Baku fast, diesen Titel zu verteidigen. Nach drei gewonnenen Kämpfen verlor er aber gegen den aserbaidschanischen Lokalmatadoren Nazim Alidjanow und kam damit auf den 2. Platz. Bei den Weltmeisterschaften 2001 in Sofia und 2002 in Teheran spielte Ghenadie Tulbea mit einem 12. Platz und einem 18. Platz keine Rolle.
Im Jahre 2003 bewies er aber, dass er auch bei Weltmeisterschaften erfolgreich sein kann. In New York besiegte er im Bantamgewicht Aurel Cimpoeru, Rumänien, Freddy Serrano, Kolumbien, Stephen Abas aus den Vereinigten Staaten und Mohamed Aslani aus dem Iran, ehe er sich im Finale Dilshod Mansurov aus Usbekistan geschlagen geben musste. Er wurde damit Vize-Weltmeister.
Wenig erfolgreich war er im Jahre 2004. Zunächst verlor er bei der Europameisterschaft in Ankara gegen Kai Wedekind aus Deutschland und erreichte nur den 11. Platz. Noch schlechter erging es ihm bei den Olympischen Spielen dieses Jahres in Athen, denn dort verlor er im Bantamgewicht gegen René Montero aus Kuba und gegen Stephen Abas und landete abgeschlagen auf dem 21. Platz.
Im Jahre 2005 gelang ihm dann bei der Europameisterschaft in Warna noch einmal ein ganz großer Erfolg. Er wurde dort zum zweiten Mal Europameister und bezwang dabei mit Namig Sewdimow aus Aserbaidschan, Aljaksandr Kantojeu aus Russland und Radoslaw Welikow aus Bulgarien drei absolute Weltklasseringer. Bei der Weltmeisterschaft 2005 in Budapest musste er im Bantamgewicht von Radoslaw Welikow und von Jon Hyok-Guk aus Nordkorea Niederlagen hinnehmen und erreichte deshalb nur den 10. Platz.
In den folgenden Jahren gelang es ihm dann nicht mehr, bei internationalen Meisterschaften eine Medaille zu gewinnen. Die beste Platzierung, die er in den Jahren 2006 bis 2010 erreichte, war ein 5. Platz bei der Europameisterschaft 2006 in Moskau. Bei der Europameisterschaft 2008 in Tampere musste er gar eine Schulterniederlage von Tim Schleicher aus Deutschland hinnehmen. 2008 gelang es ihm auch nicht mehr, sich für die Olympischen Spiele in Peking zu qualifizieren.
Seit 2010 startete Ghenadie Tulbea für Monaco. Für dieses Land erreichte er bei den Mittelmeer-Spielen in Istanbul im Bantamgewicht einen 3. Platz. Bei der Weltmeisterschaft in Moskau verlor er seinen ersten Kampf recht knapp gegen Ryswan Hadschyjeu aus Belarus (1:2 Runden, 4:6 techn. Punkte), da dieser aber nicht das Finale erreichte, kam er nicht in die Trostrunde und landete auf dem 18. Platz. Bei der Europameisterschaft 2011 in Dortmund war er in guter Form und verpasste dort mit dem 5. Platz nur knapp eine Medaille. Er besiegte dort u. a. Tim Schleicher aus Deutschland, unterlag aber gegen Dschamal Otarsultanow aus Russland und im Kampf um den 3. Platz auch gegen Wladislaw Andrejew aus Belarus.

## Internationale Erfolge
| Jahr | Platz | Wettbewerb                                         | Gewichtskl.  | Ergebnis |
| 1997 | 4.    | Junioren-EM in Istanbul                            | bis 49 kg KG | hinter Jegor Oschlopkow, Russland, Yilmaz Sükrüoglo, Türkei u. Samer Achmedow, Aserbaidschan                                                                                             |
| 1997 | 5.    | Junioren-WM in Helsinki                            | bis 49 kg KG | Sieger: Mohammad Rezaei, Iran vor Souchrab Chisijew, Russland |
| 1998 | 2.    | Junioren-EM in Radovis/Mazedonien                  | bis 49 kg KG | hinter Souchrab Chisijew, vor Samer Achmedow u. Yusuf Ersöz, Türkei |
| 1999 | 2.    | Junioren-EM in Riga                                | bis 50 kg KG | hinter Souchrab Chisijew, vor Murtaza Yilmaz, Türkei u. Iwailo Sitschanow, Bulgarien |
| 1999 | 16.   | Junioren-WM in Sydney                              | Fliegen      | nach Niederlagen gegen Abil Ibragimow, Kasachstan u. Saur Asimow, Usbekistan |
| 2000 | 8.    | EM in Budapest                                     | Fliegen      | nach Niederlage gegen Oleksandr Sacharuk, Ukraine u. Sieg über Vasile Ciorici, Rumänien                                                                                                  |
| 2001 | 1.    | EM in Budapest                                     | Fliegen      | mit Siegen über Zoltan Dobozi, Ungarn, Geworg Markarjan, Armenien, Armen Mkrttschjan, Armenien u. Amiran Kartanow, Griechenland                                                          |
| 2001 | 1.    | Großer Preis von Deutschland in Leipzig            | Fliegen      | vor Gotscha Kirkitadse, Georgien u. Pawel Kapitonow, Russland |
| 2001 | 12.   | WM in Sofia                                        | Fliegen      | nach einer Niederlage gegen Maulen Mamirow, Kasachstan, einem Sieg über Hector Luis Camacho, Venezuela u. einer Niederlage gegen Mevlana Kulac, Türkei                                   |
| 2002 | 2.    | EM in Baku                                         | Bantam       | nach Siegen über Jürgen Schlegel, Deutschland, Alexander Kaminski, Belarus u. Juri Golub, Ukraine u. einer Niederlage gegen Nazim Alidjanow, Aserbaidschan                               |
| 2002 | 3.    | Universitäten-WM in Edmonton/Kanada                | Bantam       | hinter Tomohiro Matsunaga, Japan u. Babak Noursad, Iran |
| 2002 | 18.   | WM in Teheran                                      | Bantam       | nach einem Sieg über Oh Ju-seok, Südkorea u. einer Niederlage gegen Atscham Achilow, Usbekistan                                                                                          |
| 2003 | 2.    | WM in New York                                     | Bantam       | mit Siegen über Aurel Simpoeru, Rumänien, Freddy Serrano, Kolumbien, Stephen Abas, USA u. Mohamed Aslani, Iran u. einer Niederlage gegen Dilshod Mansurov, Usbekistan                    |
| 2004 | 11.   | EM in Ankara                                       | Bantam       | nach Niederlagen gegen Adam Batirow, Russland und Kai Wedekind, Deutschland |
| 2004 | 3.    | Universitäten-WM in Łódź                           | Feder        | hinter Aljaksandr Karnizki, Belarus u. Moustapha Achoundi, Iran |
| 2004 | 21.   | OS in Athen                                        | Bantam       | nach Niederlagen gegen René Montero, Kuba u. Stephen Abas |
| 2005 | 2.    | Ziolkowski International in Siedlce/Polen          | Bantam       | hinter Tomohiro Matsunaga, Japan, vor Selimchan Kuchajew, Russland u. Geworg Markarjan, Armenien                                                                                         |
| 2005 | 1.    | EM in Warna                                        | Bantam       | nach Siegen über Namig Sewdimow, Aserbaidschan, Aljaksandr Kantojeu, Russland u. Radoslaw Welikow, Bulgarien                                                                             |
| 2005 | 10.   | WM in Budapest                                     | Bantam       | nach einer Niederlage gegen Radoslaw Welikow, einem Sieg über Taghi Dadashi, Iran u. einer Niederlage gegen Jon Hyok-Guk, Nordkorea                                                      |
| 2006 | 5.    | EM in Moskau                                       | Bantam       | nach einer Niederlage gegen Oleksandr Sacharuk, einem Sieg über Francisco Javier Sanchez Parra, Spanien u. einer Niederlage gegen Dschamal Otarsultanow, Russland                        |
| 2006 | 5.    | Golden-Grand-Prix in Baku                          | Bantam       | hinter Dilshod Mansurov, Radoslaw Welikow, Samuel Henson, USA u. Namig Sewdimow |
| 2006 | 12.   | WM in Guangzhou                                    | Bantam       | nach einem Sieg über Hidenori Taoka, Japan u. einer Niederlage gegen Amiran Kartanow, Griechenland                                                                                       |
| 2007 | 1.    | Großer Preis von Deutschland in Leipzig            | Bantam       | vor Alexander Lasitsa, Belarus, Nurlan Tararbek, Kirgisistan u. Namig Abdullajew, Aserbaidschan                                                                                          |
| 2007 | 16.   | EM in Baku                                         | Bantam       | nach einem Sieg über Andrejs Wassiljews, Litauen u. einer Niederlage gegen Firas Ali Al Rifae, Syrien                                                                                    |
| 2008 | 2.    | Kiew-International                                 | Bantam       | hinter M. Sajdubadajow, Ukraine, vor Geworg Makarjan u. Artumir Chromow, Russland |
| 2008 | 5.    | Dave-Schultz-Memorial in Colorado Springs          | Bantam       | hinter Bajaraagiin Naranbaatar, Mongolei, Ryswan Hadschyjeu, Belarus, Stephen Abas u. Nick Simmons, bde. USA                                                                             |
| 2008 | 7.    | EM in Tampere                                      | Bantam       | mit Siegen über Amiran Kartanow u. Abil Ibragimow, Aserbaidschan u. einer Niederlage gegen Tim Schleicher, Deutschland                                                                   |
| 2008 | 15.   | Olympia-Qualifikations-Turnier in Martigny/Schweiz | Bantam       | Sieger: Radoslaw Welikow vor Kim Hyo-sub, Südkorea |
| 2008 | 12.   | Olympia-Qualifikations-Turnier in Warschau         | Bantam       | Sieger: Yang Kyong-il, Nordkorea vor Bessarion Gotschaschwili, Georgien |
| 2010 | 2.    | Alexander-Medwed-Turnier in Minsk                  | Bantam       | hinter Ryswan Hadschyjeu, vor Juri Ledenow u. Dschamal Otarsultanow |
| 2010 | 3.    | Mittelmeer-Spiele in Istanbul                      | Bantam       | hinter Fatih Özdag u. Berati Öztop, bde. Türkei |
| 2010 | 1.    | Golden-Grand-Prix in Tiflis                        | Bantam       | vor Namig Sewdimzadeh, Aserbaidschan, Rahul Balasaheb Aware, Indien u. Juri Ledenow, Ukraine                                                                                             |
| 2010 | 14.   | Golden-Grand-Prix in Baku                          | Bantam       | Sieger: Shinichi Yumoto, Japan vor Nariman Israpilow, Russland |
| 2010 | 1.    | Henry-Deglane-Challenge in Nizza                   | Bantam       | vor Kumar Vinod, Indien, John Pineda, Kanada u. Artur Mamakalijew, Russland |
| 2010 | 18.   | WM in Moskau                                       | Bantam       | nach einer Niederlage gegen Ryswan Hadschyjeu, Belarus (1:2 Runden, 4:6 techn. Punkte)                                                                                                   |
| 2011 | 5.    | EM in Dortmund                                     | Bantam       | nach einem Sieg über Argischti Konstanjan, Slowakei, einer Niederlage gegen Dschamal Otarsultanow, einem Sieg über Tim Schleicher und einer Niederlage gegen Wladislaw Andrejew, Belarus |

## Erläuterungen
- alle Wettbewerbe im freien Stil
- OS = Olympische Spiele, WM = Weltmeisterschaften, EM = Europameisterschaften
- Bantamgewicht, bis 2001 bis 58 kg, seit 2002 bis 55 kg, Federgewicht, seit 2002 bis 60 kg, Fliegengewicht, bis 2001 bis 54 kg Körpergewicht